# Ipomoea batatoides
Espèce
Ipomoea batatoides est une espèce de plantes dicotylédones de la famille des Convolvulaceae, tribu des Ipomoeeae, originaire des régions tropicales du continent américain.

## Description

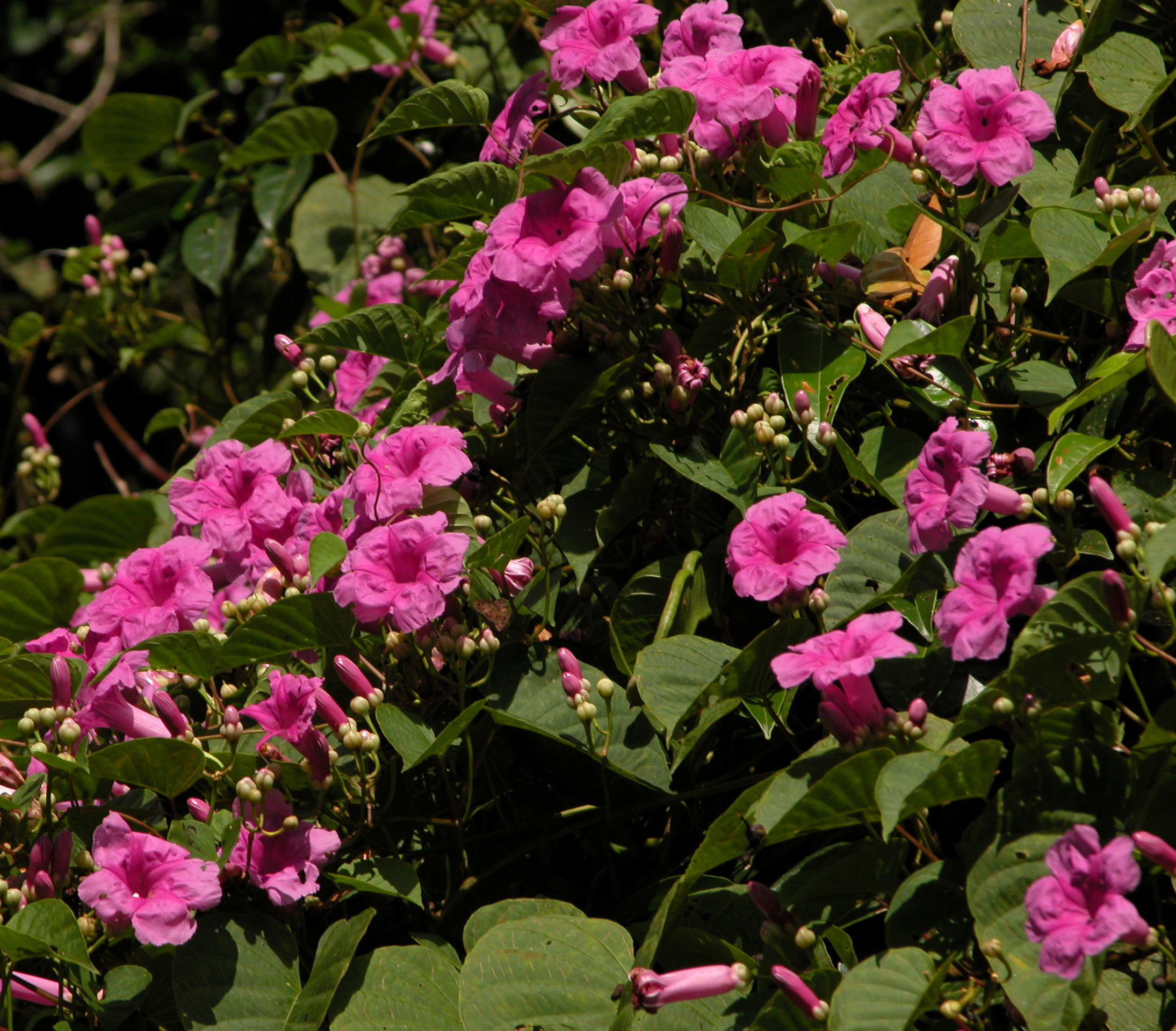
Plante fleurie.

Ipomoea batatoides est une plante grimpante vivace, à tiges volubiles, généralement glabres, pouvant atteindre 4 mètres de long. Les feuilles, pétiolées, de 3 à 11 cm de long sur 2,5 à 8 cm de large, ont une limbe ovale, légèrement cordé avec des oreillettes arrondies, brièvement acuminé à l'apex aigu, parfois légèrement ondulé-denticulé ou faiblement trilobé, glabre ou rarement pubescent. La face inférieure est plus claire, souvent ponctuée de glandes ou de poils minuscules. Le pétiole, de 2 à 7 cm de long, est typiquement mince. 

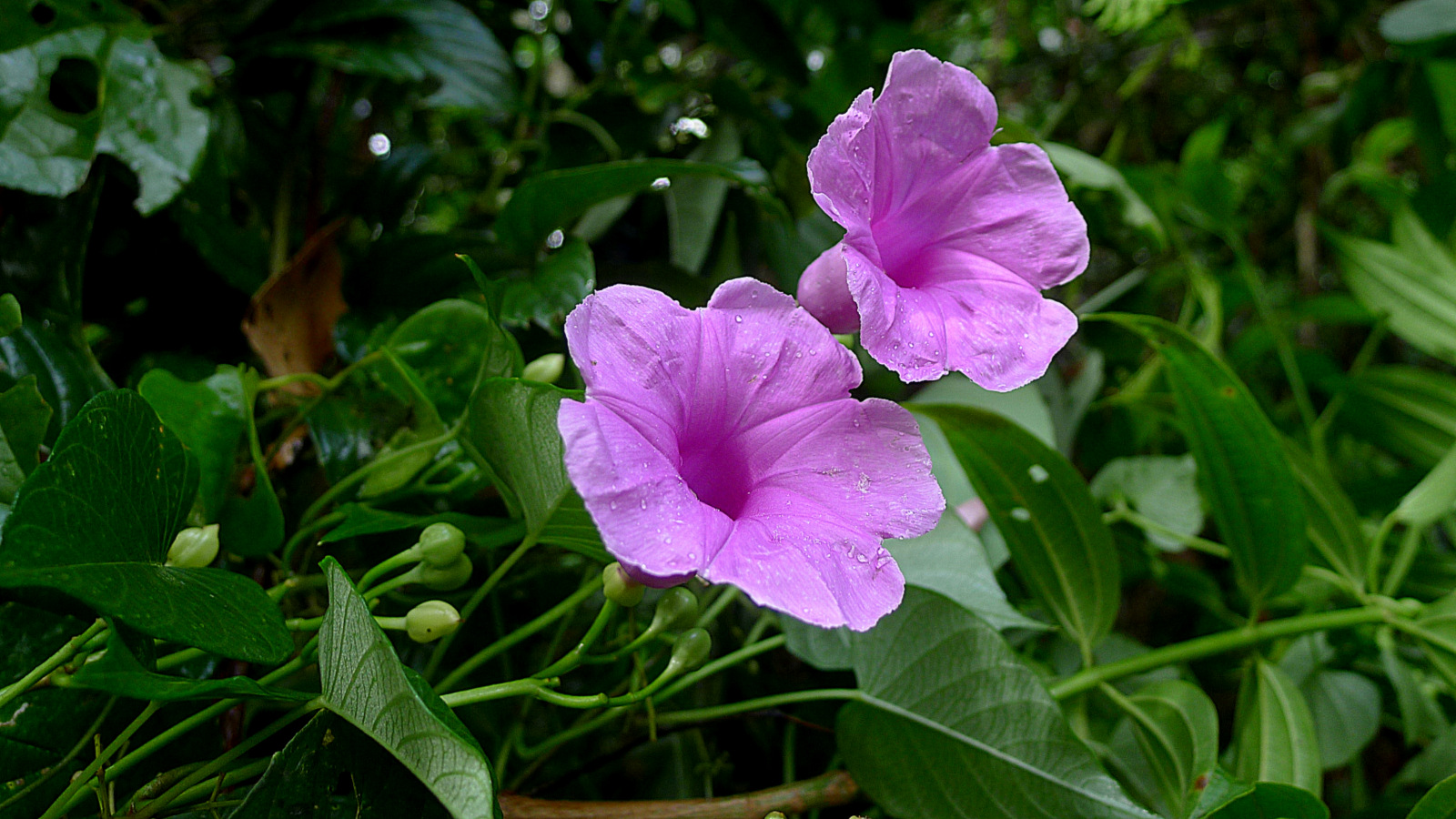
Fleurs.

L'inflorescence est composée de cymes axillaires, lâches, portées par des pédoncules de 3 à 10 cm de long, et sous-tendues par des bractéoles filiformes, caduques, de 4 mm de long.
Le calice est composé de sépales subégaux, coriaces et quelque peu convexes, de 6 à 8  cm de long sur 5 mm de large, largement oblongs, arrondis, généralement glabres, aux bords étroitement scariés. 
La corolle en forme d'entonnoir (infundibuliforme), de 4 à 8 cm de long, s'élargit progressivement au-dessus d'un tube basal étroit. Elle est  glabre, généralement rose ou, moins communément, blanche, au limbe non lobé de 5 à 6 cm de diamètre. 
Les fruits sont des capsules ellipsoïdes, de 8 × 6 mm de long, glabres, rostrées (munies d'un bec). Les graines sont  pileuses sur les bords avec de longs poils blancs.

## Distribution
Ipomoea batatoides est une espèce répandue dans les forêts tropicales humides à des altitudes inférieures à 900 m, du nord de la Bolivie et du Brésil jusqu'au centre du Mexique, mais largement absente des plaines amazoniennes.

## Taxinomie

### Synonymes
Selon The Plant List (4 janvier 2021) :
- Ipomoea dimorphophylla Greenm.
- Ipomoea glabriuscula House
- Ipomoea microsticta Hallier f.
- Ipomoea reidellii C.F.W. Meissn.
- Ipomoea teruae Ant. Molina & L.O. Williams

### Variétés
Selon Tropicos (4 janvier 2021) (Attention liste brute contenant possiblement des synonymes) :
- Ipomoea batatoides var. angulata Choisy
- Ipomoea batatoides var. tomentosa Glaz.